# Gloriana (opera)
Gloriana är en opera i tre akter med musik av Benjamin Britten. Librettot av William Plomer bygger på Lytton Stracheys bok Elizabeth and Essex: A Tragic History (1928). Operan är tillägnad drottning Elizabeth II av Storbritannien till hennes kröning 1953: "This work is dedicated by gracious permission to Her Majesty Queen Elizabeth II in honour of whose Coronation it was composed."

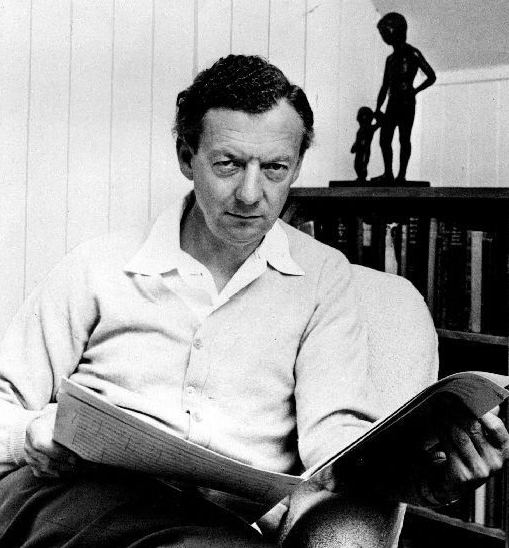
Benjamin Britten

## Historia

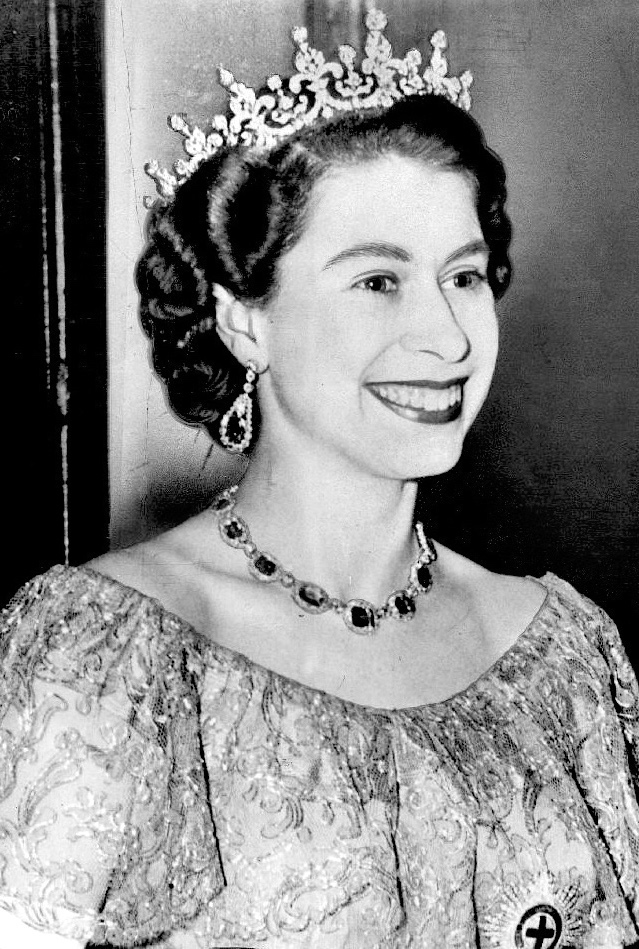
Drottning Elizabeth II 1953.

När prinsessan Elizabeth blev drottning av Storbritannien i februari 1952 föreslog hennes kusin, earlen av Harewood, att Britten skulle komponera en opera över ämnet Elizabeth I och earlen av Essex, för att fira drottningens kröning påföljande år. Britten godtog förslaget men insisterade på att kröningsoperan på något sätt fick ett kungligt godkännande och accepterades som en del av hyllningarna. Den 23 april 1952 mötte Harewood faderns kusin Alan "Tommy" Lascelles (som var drottningens privatsekreterare) på Buckingham Palace för att tala om saken. Britten tog kontakt med författaren William Plomer och ville att denne skulle skriva librettot. Plomer svarade svävande på Brittens förslag ända tills det kungliga godkännande kom några dagar senare. Garantier gavs att om Covent Garden-operan inte kunde finansiera operan skulle finansdepartementet ställa upp med pengar. Plomer kunde inte mycket om musik men han hade uppskattat Aldeburgh-Festivalen, till vilken han hade varit inbjuden i egenskap av föreläsare. Han skickade ett exemplar av J.E. Neales biografi om Elizabeth I till Britten som ett komplement till Stracheys bok. I samma brev föreslog han Britten att använda en scen från Stracheys bok där Essex störtar in till drottningen innan hon är påklädd och finner henne "utan peruk och med grått hår hängande i testar över ansiktet". Vanligtvis föredrog Britten att diskutera med sina librettister direkt eller via telefon, men då Plomer sällan kom till Brittens hem i Aldeburgh och hatade att tala i telefon, fick konversationen skötas per brev. 
Covent Garden-operan hade bett om att få sångarnas noter färdigskrivna till februari 1953, så att de nödvändiga repetitionerna kunde starta omgående. För att hinna bli klar med renskrivningen av noterna tog Britten hjälp av Imogen Holst (dotter till tonsättaren Gustav Holst) som hade hjälpt Britten med orkestrering genom åren. Operabaletten klagade över att de inte hade blivit inbjudna att medverka i föreställningen. Britten konstaterade ironiskt att:
Om inte vi hade kommit på idén med operan och om inte George H.[arewood] hade tjatat på drottningen hade det aldrig blivit någon opera över huvud taget. Men jag sa till dem att det finns två små balettsaker i operan där de kan hoppa omkring och göra sina små nigningar - mer än så kan jag inte erbjuda.
I samma veva engagerade Britten koreografen John Cranko för att koreografera föreställningen. Den 18 maj höll Harewood en middag för drottningen och prins Philip i sitt Londonhus vid Orme Square. Bland gästerna befann sig Britten, hans livspartner Peter Pears (som skulle sjunga Essex) och sopranen Joan Cross (som skulle sjunga titelrollen). Under kvällen framförde de utdrag ur operan. Harewood bedömde det kungliga paret som "en uppskattande publik", men Cross sa att det var "inte min favoritkväll" och tvivlade på om drottningen och hennes gemål uppskattade det "mer än vi gjorde". Två veckor senare, den 1 juni, mottog Britten förtjänstorden Order of the Companions of Honour i anslutning till andra kröningsutnämningar.

## Premiären
Galapremiären var utsatt till måndagen den 8 juni 1953 (sex dagar efter kröningen) på Covent Garden-operan. Lord Harewood hade hoppats att publiken skulle bestå av det "artistiska Britannien", men det var endast vid generalrepetitionen som så skedde. William Plomer beskrev galapremiärspubliken som "så pompöst officiell att jag var rädd att stoppningen skulle trilla ur dem". En sådan ovan operaskara av diplomater och statstjänstemän bidrog onekligen till det svala mottagandet. Musikkritikern Philip Hope-Wallace beskrev i Manchester Guardian åsynen av operahusets interiör såsom:
underbart draperad med flaggor och blommor; galaklänningar, medaljer och juveler glittrade i fonden då drottningen och de kungliga trädde in i den kungliga logen till tonerna av trumpetfanfarer. Medan publiken vände sig mot den kungliga logen och nationalsången skrällde från orkestern, var det som om en av de där legendariska kvällarna från den gyllene Edvardianska eran hade kommit tillbaka. Men på den tiden skulle en kunglig galaföreställning ha bestått av godbitar från Aida och Bohème. Ikväll var den stora skillnaden att vi på scenen skulle bevittna och åhöra en totalt ny opera...
Från scenen noterade Joan Cross två paranta damer på första raden som lutande mot varandra sov. Pears sa att det var som att sjunga inför ett tomt auditorium. En reporter beskrev applåderna som "ett svagt duggregn", och efteråt benämndes operan som "Boriana" och "Yawniana". Men när ridån gick upp för Akt III scen 2 utbröt spontana applåder för John Pipers dekor, och efter operans slut blev det tillräckligt långa applåder så att Britten och Plomer kunde buga tillsammans med John Cranko och dirigenten John Pritchard.
Operan var emellertid populär hos publiken och spelades för fulla hus under nio föreställningar, varpå den återkom följande säsong. 
Därefter togs den bort från Covent Gardens repertoar och återkom inte förrän på 1960-talet. Under många år var Gloriana den enda av Brittens operor som aldrig spelades in i sin helhet på LP-skiva. 1966 sattes operan upp i en lätt reviderad version av Sadler's Wells company och blev en lika stor succé.

## Kritik och mottagande
Lord Harewood beskrev föreställningen som:
en av de största olyckorna i operahistorien. Publiken applåderade sparsamt med handskarna på och pressen samlades nästa dag för att hudflänga kompositör, artister och valet av ämne. Det var uppenbart att någon form av enkelspårig hyllning var vad de hade väntat sig. Inte detta passionerade, ömma drama som Ben[jamin] hade bidragit med.
Musikkritikern Ernest Newman skrev i The Sunday Times att "musiken består till stor del av pastischer, ibland mycket smarta pastischer, ibland inte så smarta. För mig tycks musiken inte nå upp till den standard vi kunde förvänta oss av en kompositör av mr Brittens rang". Martin Cooper från tidskriften The Spectator bedömde operan med hjälp av partituret och radioutsändningen från premiären. Han tyckte att Britten hade fullgjort sitt värv med bravur. Men Richard Capell i The Daily Telegraph hävdade att Britten hade komponerat "orolig, nervös, ogenerös musik" och Martin Cooper upprepade denna fras i sin andra recension av Gloriana efter att ha sett operan (och uppenbarligen efter att ha läste Capells artikel): "det känslosamma dramat hämtar sina uttryck från trögflytande, nervös, ogenerös musik som retar och irriterar istället för att glädja öra och hjärta". Cooper erkände också att han kände "en nästan sadistisk njutning eller glädje över operans uppenbara fiasko". Frank Howes i The Times tyckte motsatsen: "I musiken har Britten sysselsatt sig med en större spännvidd av känslor än tidigare. Librettisten har erbjudit honom tillfällen att skriva glad, spirituell och värdig musik".
Kritiken mot Britten som Harewood beskrev förekom på insändarsidan i The Times, där Marie Stopes påstod att det fanns "en publik förbittring, en intensiv och vidsträckt sådan mot den oharmoniska och långtråkiga Gloriana, i vilken det finns åtminstone två scener som fullständigt skymfade det ärorika minnet av Drottning Elizabeth I, därmed opassande att framföra inför Drottning Elizabeth II". En boende i Aldeburgh skrev och klagade över slöseriet med statliga pengar. Politikern Woodrow Wyatt genmälde att han hade gått till Covent Garden "beredd på att bli uttråkad eller värre" och att "föreställningen gav valuta för detta". Kompositören och dirigenten Anthony Lewis prisade partiturets "superba rikedom och påhittighet". Även den gamla tonsättaren Ralph Vaughan Williams skrev ett brev och sa att han vägrade att döma Gloriana efter att bara "ha hört stycket en enda gång" och tillade att "för första gången i historien har en engelsk monark beställt en opera av en engelsk kompositör och det måste ses som positivt".
Författaren W.H. Auden, som hade skrivit librettot till Brittens första opera Paul Bunyan, såg en föreställning av Gloriana och sände ett brev till Britten innehållande både beröm och kritik. Britten returnerade brevet, sönderrivet i småbitar. Efter detta ville Britten inte ha något mera med Auden att göra. Auden erkände senare i livet att han under sin livstid bara hade förlorat en god vän - Benjamin Britten.

## Mediadrevet mot Britten
Gloriana tillkom vid en olycklig tidpunkt i Brittens karriär. Tack vare hans många succéer och på grund av publikens gillande hade Britten skaffat sig åtskilligt med avundsjuka fiender inom musikvärlden (kulmen nåddes då Britten mottog förtjänstorden Order of the Companions of Honour vid 39 års ålder 1952), samt fientliga inställningar mot hans homosexualitet, vilken då ännu var en brottslig handling i Storbritannien. Dessa faktorer var otvivelaktigt några av orsakerna till det svala mottagande som Gloriana rönte, utöver premiärpublikens olyckliga sammansättning. Elizabeths karaktär framställdes dessutom inte särskilt insmickrande och det sades att operan var ett smaklöst val för just detta högtidliga tillfälle. 
I november 1952 hade Britten fått ett erbjudande om att bli chefsdirigent på Covent Garden-operan. Britten ställde som villkor att han skulle få ta med sig sina medarbetare, men detta avslogs med motiveringen att det skulle kunna uppfattas som ett alltför personligt nätverk. Då tonsättaren William Walton fick höra talas om Brittens erbjudande sa han: Det finns nog med fikusar där redan, på tiden att det stoppades. Walton tillhörde en falang av artister och konstnärer som försökte smutskasta och underminera Brittens rykte: tonsättarna Elisabeth Lutyens, Constant Lambert och Alan Rawsthorne; kritikern Cecil Gray; författarna Dylan Thomas och Louis MacNeice, samt målaren Michael Ayrton. De var övertygade om att det pågick en homosexuell konspiration inom musikvärlden som leddes av Britten och Pears.
Vid tiden då Gloriana slutfördes utbröt det i den engelska musikpressen något som kan liknas vid ett krig angående Britten. Musikjournalisten Donald Mitchell hade sedan 1949 tillsammans med Hans Keller varit redaktörer för tidskriften Music Survey. Vårnumret för 1950 var en Brittenutgåva i syfte att korrigera de kritiska attityderna mot Britten som rådde då. Författarna ansåg att kritiken var obefogad och fördomsfull, till och med den positiva kritiken ansågs dåligt informerad. Resultatet blev ett symposium om Britten som gavs ut i bokform med artiklar skrivna av Pears, Harewood, Erwin Stein, Lennox Berkeley, Arthur Oldham, Norman Del Mar, George Malcolm, Paul Hamburger, Boyd Neel, John Chissell, Georges Auric, William Mann, Hans Redlich, Eric Walter White och Imogen Holst. Boken utkom 1952: Benjamin Britten: a commentary on his works by a group of specialists. Kritiken mot boken lät inte vänta på sig och fokuserade på att boken var underdånig och att bidragen var av den okritiska sorten från beundrande lärjungar. Andra talade om "osammanhängande svada", "hjältedyrkan" och att de avfärdade all kritik mot Britten såsom förringande vilket bara motverkade deras syfte. Boken snuddar också farligt nära den hjältedyrkan den anklagades för. I Kellers essä The Musical Character likställer han Britten med Mozart:
såsom varande en som är översköljd av Mozarts och Brittens musik tillåter jag mig att hävda att Mozart /.../ har funnit sin jämlike i Britten. Och personligen betraktar jag Britten som den störste av alla levande kompositörer vars musik jag förstår.
Det fanns en allmän åsikt bland bidragarna att all Brittens musik var lika beundransvärd och felfri. Dock är det fel att anta att alla sporrades av sin bekantskap med Britten. Keller sa att han inte "gillade Britten som person särskilt mycket" och Mitchell hade inte ens träffat honom. Pears mötte Mitchell efter att boken hade kommit ut och Britten skrev själv till Mitchell och Keller att han var "belåten och smickrad" av boken. Till Imogen Holst sa Britten att han gillade boken på det hela taget, särskilt George Malcolms kapitel om Britten och Purcells opera Dido och Aeneas. Emellertid avfärdade han de analytiska diagrammen helt och påstod att så intelligent var han inte men att han tydligen måste ha ett mycket bra undermedvetande.

## Om operan
Gloriana är en opera med enskilda musikavsnitt. Med sina många platsbyten och osammanhängande berättelse har den beskrivits mer som ett gammalt skådespel än en opera. Till och med välvilligt inställda kritiker såg den löst sammanhängande strukturen som ett steg tillbaka från motivarbetet och det symfoniska tänket i Billy Budd. Operan innehåller en del pråligheter men den är inte prålig i sig. Maskspelet i Norwich som inleder akt II belyser insikter i drottningens och Essex karaktär, och hovbalen som avslutar akten erbjuder en spektakulär final och förstärker glansen kring drottningen och hennes favorit. Återkommande teman är relativt få men minnesvärda. Korta infall skildrar Essex osjälviska "kärlek" för den åldrande monarken ("Queen of my life!") och hans lättretlighet: ett motiv som först hörs då han snäser åt sin rival Mountjoy ("'a favour now for every fool") och transformeras med häftig ironi till musiken som skildrar hans katastrofala utnämning till Lord Deputy av Irland. Andra motiv är drottningens uttråkade plikter ("the care of state"), hennes kärlek (Essex andra lutsång "Happy were he" används mer för att uppväcka hennes nostalgiska kärleksminne än för hans oärliga uttryck för den) och det mer bestående förhållandet till hennes folk (den ominösa kören "Green leaves are we, red rose our golden Queen").
Operan slutar inte med en storslagen aria eller ensemble utan med ett tal. Att Britten reviderade slutet mer än en gång tyder på att han hade sina tvivel om det, eller att han var angelägen om att perfekt balansera finalen mellan tal, orkesterklang, de tre fraserna (i vilka Elizabeth går från tal till sång) samt den avslutande osynliga kören som sjunger "Green leaves are we". Sopranen som just har sjungit Britten dittills mest krävande kvinnliga sångparti måste nu bevisa att hon även är en trovärdig talaktris. 

## Personer
- Drottning Elizabeth I (sopran)
- Robert Devereux, 2:e earl av Essex (tenor)
- Frances Walsingham, Countess av Essex (mezzosopran)
- Charles Blount, Lord Mountjoy (baryton)
- Penelope (Lady Rich) syster till Essex (sopran)
- Sir Robert Cecil Statssekreterare (baryton)
- Sir Walter Raleigh, hovman (bas)
- Henry Cuffe, medarbetare till Essex (baryton)
- En hovdam (sopran)
- En blind balladsångare (bas)
- Domaren i Norwich (bas)
- En husfru (mezzosopran)
- Mask-anden (tenor)
- Ceremonimästaren (tenor)
- Stadshärolden (baryton)
- Tiden (dansare)
- Concord (dansare)

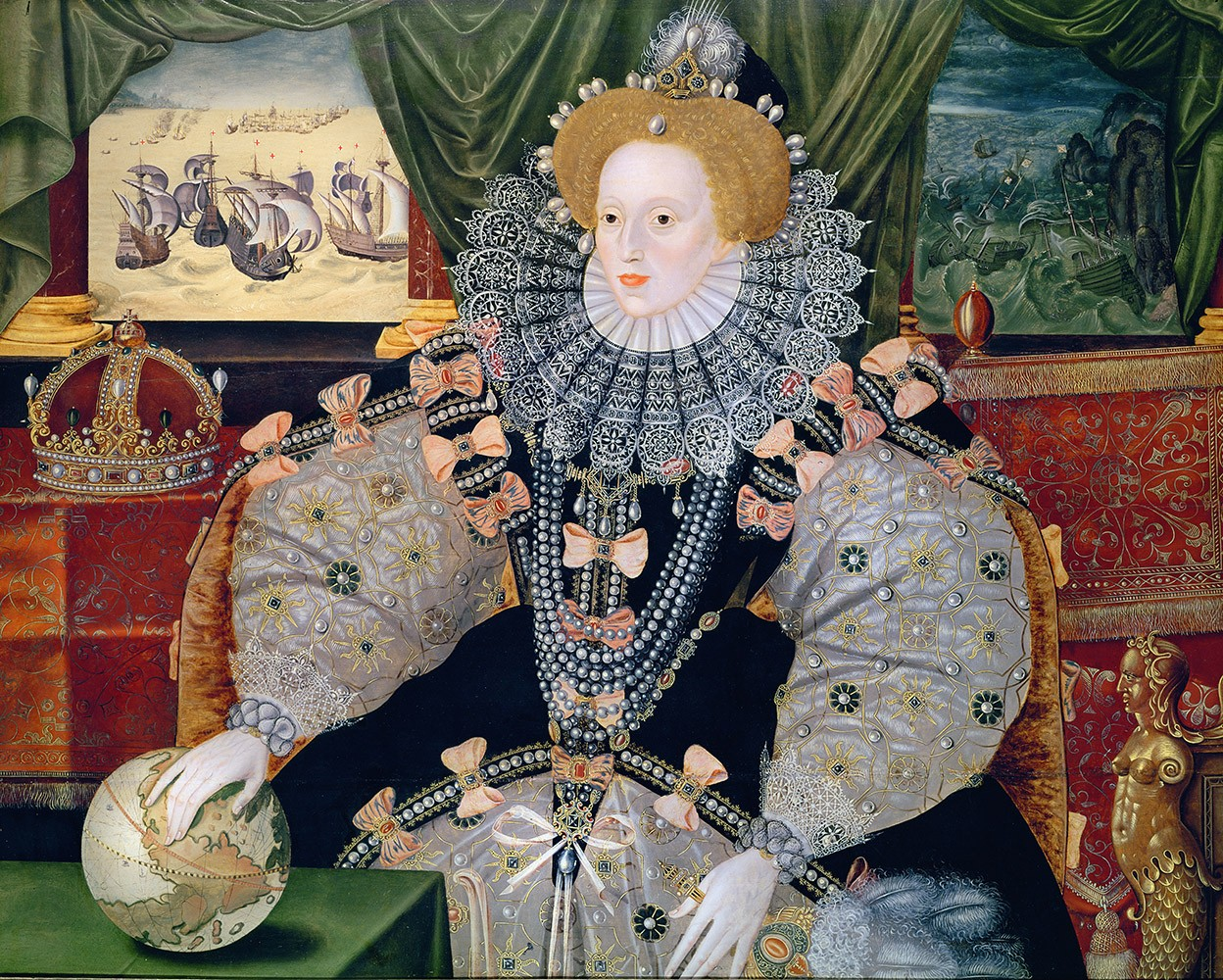
Drottning Elizabeth I
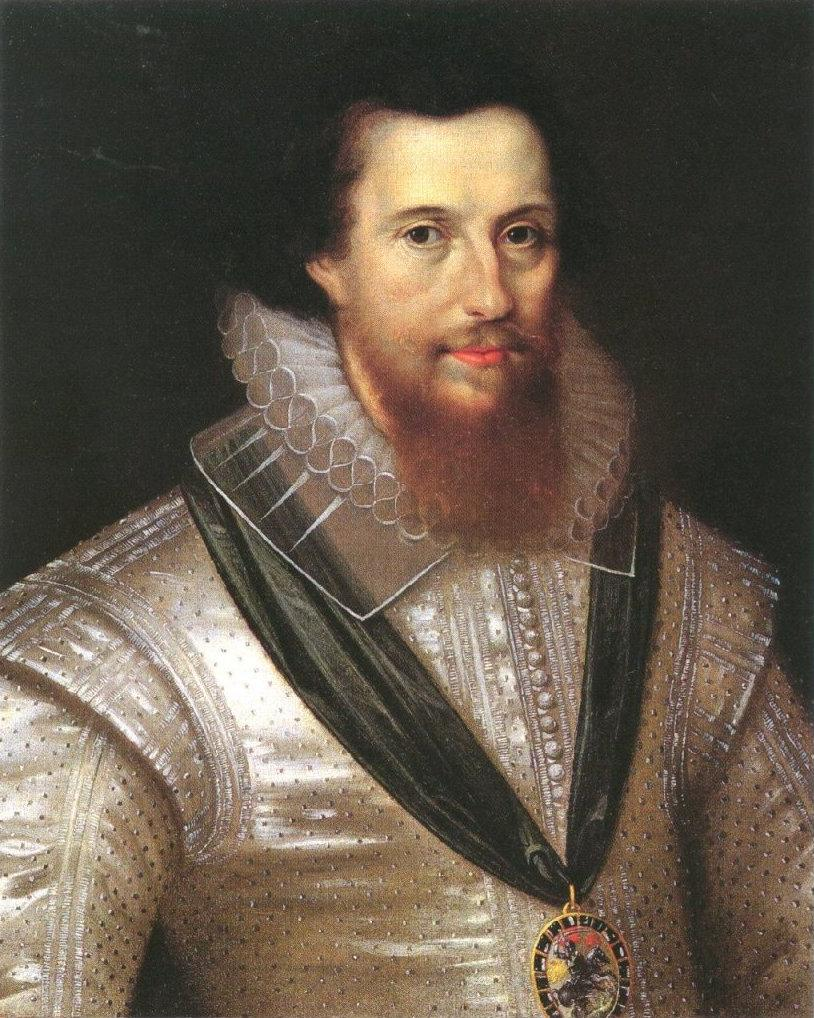
Earlen av Essex
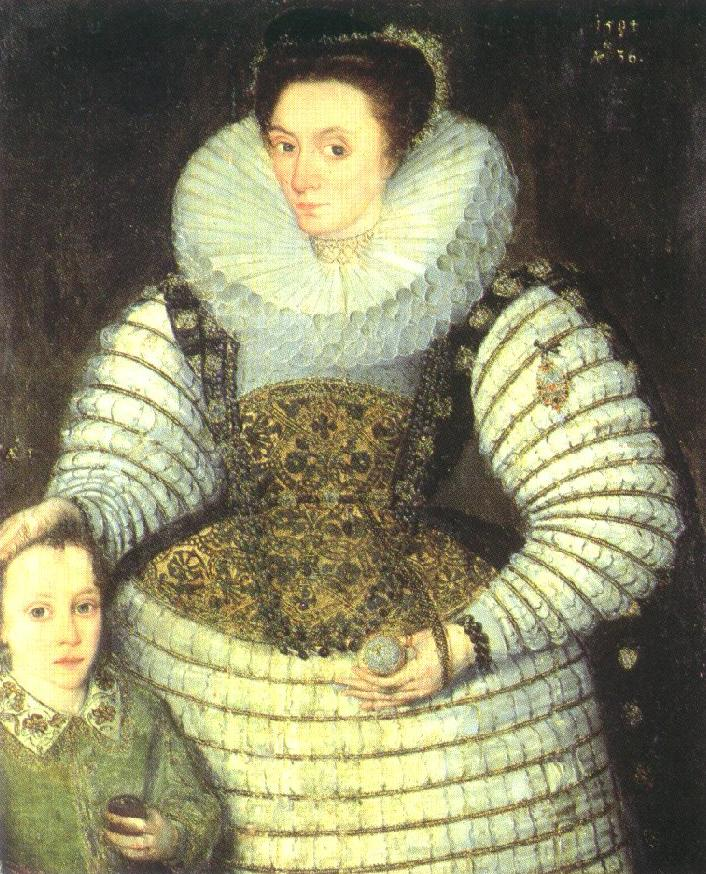
Frances Walsingham
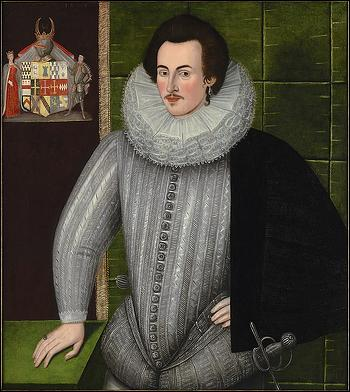
Lord Mountjoy
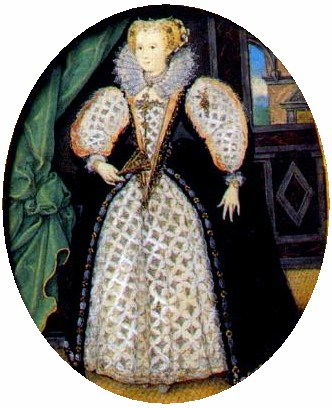
Lady Penelope Rich
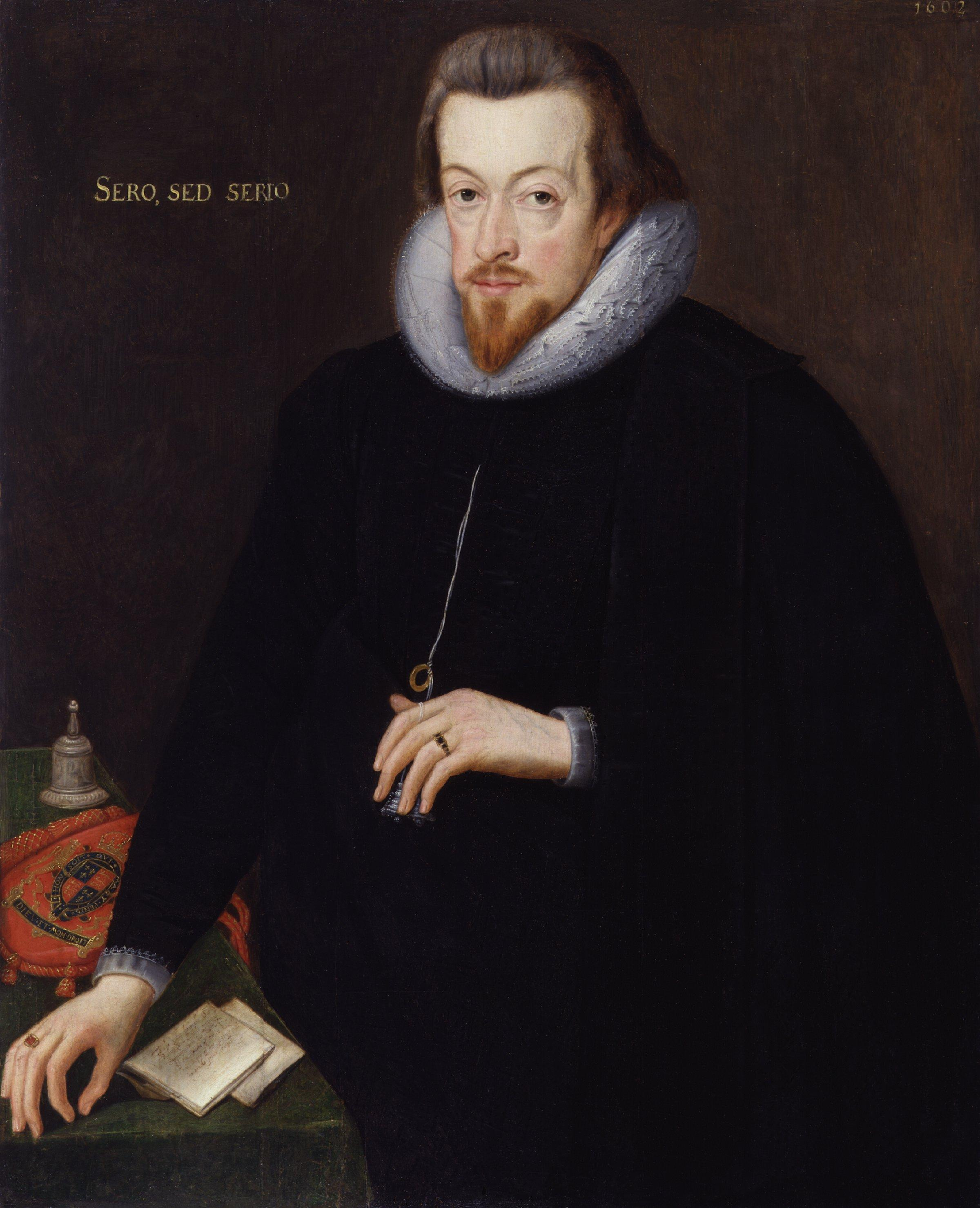
Sir Robert Cecil
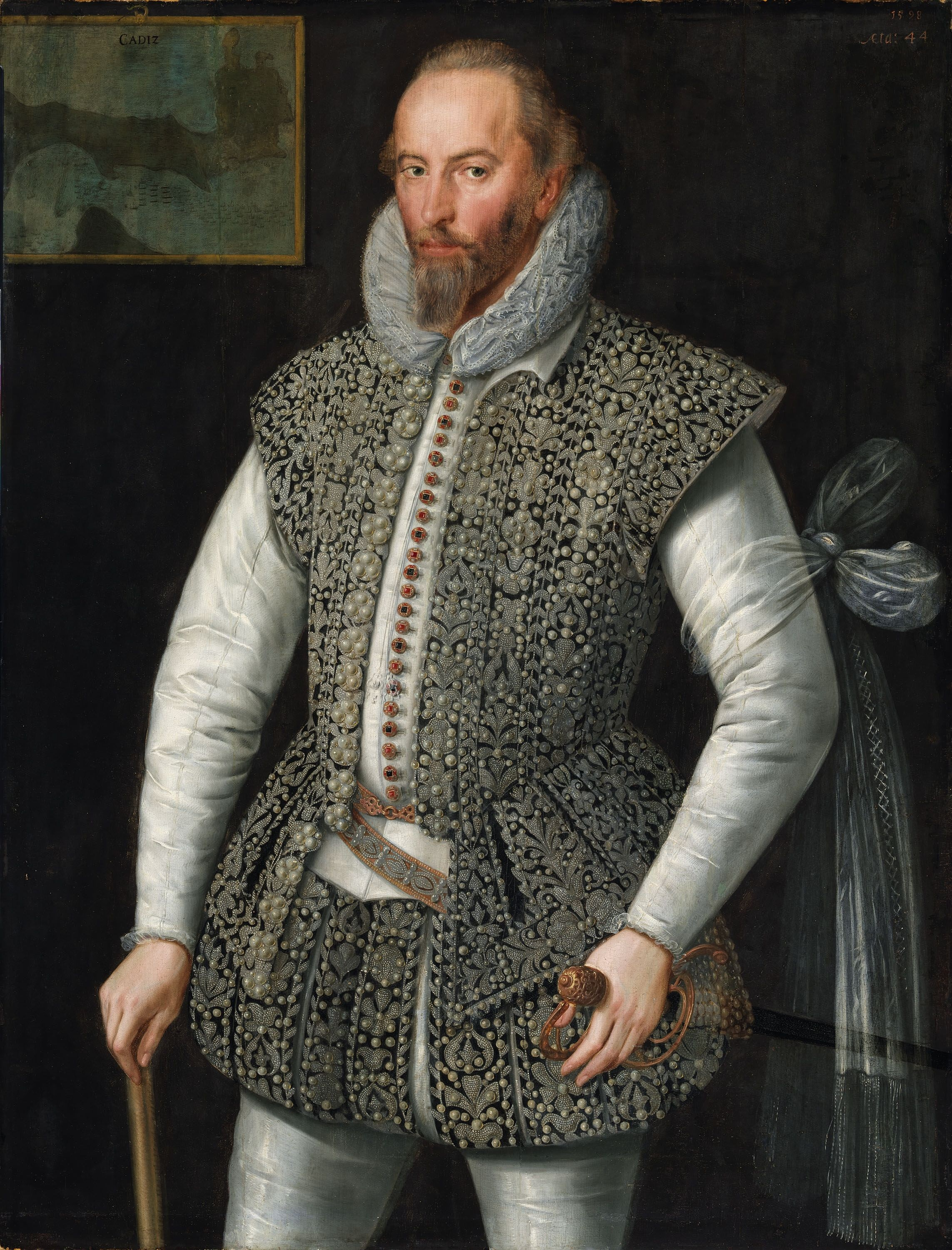
Sir Walter Raleigh

## Handling
Operan handlar om relationen mellan Elisabet I och earlen av Essex i England i slutet av 1500-talet. Danserna ur andra akten framförs ibland separat.
Akt I
Lord Mountjoy besegrar Essex i ett tornerspel. Essex utmanar honom på duell och skadas. Drottningen skäller på dem för att de är svartsjuka. Statssekreteraren Robert Cecil informerar drottningen om en affär mellan lady Penelope och Mountjoy. Drottningen betonar att hon inte ämna gifta sig. Essex kommer in och uppvaktar drottningen med att spela luta och får tillåtelse att attackera den irländska rebellen Tyrone. Drottningen ber om styrka.
Akt II
Drottningen är på resa i sitt rike och tas emot med ett maskspel i Norwich. Mountjoy och Penelope träffas i trädgården. De hör Essex berätta för sin hustru Frances om svårigheterna i samband med hans utnämning till ledare för fälttåget på Irland. Essex kritiserar drottningen för att hon förhindrar hans militära planer. Hovet dansar danser där dansarna kastas upp i luften. Damerna drar sig tillbaka. På en bal i Whitehall förödmjukar drottningen Frances, som hon betraktar som sin rival, och utser Essex att leda kampen mot de irländska upprorsmännen.
Akt III
Essex lider nederlag på Irland och är så ivrig att få företräde för drottningen för att ursäkta sig att han rusar in innan hon har hunnit få på sig peruken. Hon anklagar honom för högförräderi och följer Cecils råd att låta bevaka honom. Rådet dömer Essex till döden, men drottningen tvekar att skriva under domen. Både Frances och lady Penelope kommer med böneutskrifter till drottningen, men eftersom lady Penelope inte är tillräckligt ödmjuk får hennes vädjan motsatt verkan. Drottningen ger i vredesmod order om att dödsdomen skall verkställas medan lady Penelope ser på. Därefter rullas olika scener upp ur Elizabeths liv fram till hennes död.